# Aoi Itō
Aoi Itō (伊藤あおい), née le 21 mai 2004, est une joueuse japonaise de tennis professionnelle.

## Biographie
Elle commence le tennis à l'âge de 5 ans ; son père étant son coach depuis ses débuts.

## Carrière professionnelle
Elle débute sur le circuit ITF en 2022.

### 2024: demi-finale à Osaka et premiers titres ITF
Elle fait ses débuts sur le circuit WTA en 2024, lors du tournoi WTA 250 d'Osaka en sortant des qualifications. Au 1er tour, elle élimine Sofia Kenin (6-2 3-6 7-5), puis la tête de série no 8 Elisabetta Cocciaretto (6-4 6-3), et enfin la lucky looser Eva Lys (6-7 6-2 6-3). Arrivant ainsi en demi-finale,, elle est battue à ce stade par l'Australienne Kimberly Birrell.
Fin novembre 2024, elle remporte deux tournois, dont son plus gros tournoi ITF en catégorie W100 à Takasaki. La même année, elle parvient à trois autres reprises en finale sur le circuit ITF.

### 2025: premier titre WTA 125, top 100, première victoire sur le top 10
Le 4 janvier 2025, elle remporte son premier trophée WTA 125 au tournoi de Canberra,. Tête de série no 7, elle élimine successivement Maria Timofeeva, Aliaksandra Sasnovich, Nina Stojanović et la tête de série no 1, l'Espagnole Nuria Párrizas Díaz (6-2, 6-2), pour accéder à la finale et remporter le titre face à l'autre surprise du tournoi, la Chinoise Wei Sijia (6-4, 6-3).
Au tournoi de Dubaï, elle sort des qualifications puis s'incline au premier tour face à Belinda Bencic (6-0, 6-2). À Miami, elle perd au deuxième tour des qualifications face à Eva Lys.
Elle continue sur le circuit ITF à domicile. Elle se rend à Tokyo où elle est première tête de série. Elle élimine tour à tour Emina Bektas, Mei Yamaguchi. Puis elle élimine l'ex top 40 Heather Watson. Elle se retrouve alors face à la 5e tête de série, sa compatriote Ena Shibahara qui l'élimine en trois sets.
Avec ce parcours elle entre dans le top 100 mondial.
Il lui faut attendre Montréal  pour de nouveau faire parler d'elle. Elle vainc Katie Volynets puis au 2e tour, elle élimine la numéro 9 mondiale, Jasmine Paolini (2-6, 7-5, 7-65), signant par la même occasion sa première victoire sur une top 10 mondiale.

## Palmarès

### Titre en simple en WTA 125
| No | Date       | Nom et lieu du tournoi                   | Catégorie | Dotation  | Surface    | Finaliste | Score    |          |
| -- | ---------- | ---------------------------------------- | --------- | --------- | ---------- | --------- | -------- | -------- |
| 1  | 30-12-2024 | Workday Canberra International, Canberra | WTA 125   | 115 000 $ | Dur (ext.) | Wei Sijia | 6-4, 6-3 | Parcours |

## Parcours en Grand Chelem

### En simple dames
| Année | Open d'Australie | Open d'Australie | Internationaux de France | Internationaux de France | Wimbledon       | Wimbledon         | US Open | US Open |
| ----- | ---------------- | ---------------- | ------------------------ | ------------------------ | --------------- | ----------------- | ------- | ------- |
| 2025  | Q1               | Sayaka Ishii     | Q1                       | Petra Marčinko           | 1er tour (1/64) | Kamilla Rakhimova |         |         |

N.B. : à droite du résultat se trouve le nom de l'ultime adversaire.

## Parcours en WTA 1000
Les tournois WTA « Premier Mandatory » et « Premier 5 » (entre 2009 et 2020) et WTA 1000 (à partir de 2021) constituent les catégories d'épreuves les plus prestigieuses, après les quatre levées du Grand Chelem. 

De 2009 à 2023, les tournois Premier Mandatory (dits tournois WTA 1000 obligatoires entre 2021 et 2023) regroupent Indian Wells, Miami, Madrid et Pékin, les autres constituant les tournois Premier 5 (tournois WTA 1000 non-obligatoires). À partir de 2024, le nombre de tournois WTA 1000 passe à 10 par saison (fin de l’alternance Doha / Dubaï), ces derniers devenant tous obligatoires et offrant tous 1000 points à la vainqueure (contre 900 points précédemment pour les tournois Premier 5).

### En simple dames
| Année |       |                              |                           |        |                          |        |            |                                  |                        |       |  |  |
| Doha  | Dubaï | Indian Wells                 | Miami                     | Madrid | Rome                     | Canada | Cincinnati | Pékin                            | Wuhan                  | Wuhan |  |  |
| Doha  | Dubaï | Indian Wells                 | Miami                     | Madrid | Rome                     | Canada | Cincinnati | Pékin                            | Wuhan                  | Wuhan |  |  |
| Doha  | Dubaï | Indian Wells                 | Miami                     | Madrid | Rome                     | Canada | Cincinnati | Pékin                            | Wuhan                  | Wuhan |  |  |
| 2025  |       | 1er tour (1/32) J. Ostapenko | 1er tour (1/32) B. Bencic |        | 1er tour (1/64) L. Davis |        |            | 3e tour (1/16) J. Bouzas Maneiro | 3e tour (1/16) M. Keys |       |  |  |

Sous le résultat, l’ultime adversaire.
1. 1 2   Les tournois de Doha et Dubaï alternent le statut de tournoi WTA 1000 (ex Premier 5) entre 2009 et 2023 : les trois premières éditions ont lieu à Dubaï, les trois suivantes à Doha, puis Dubaï accueille le tournoi de cette catégorie les années impaires et Dubaï les années paires. De 2011 à 2023, la ville qui n’accueille pas de WTA 1000 organise à la place un tournoi WTA 500 (ex Premier).
2. 1 2 3 4 5 6   L’ordre de déroulement des tournois a évolué depuis 2009 : Rome se dispute avant Madrid et Cincinnati avant Montréal/Toronto jusqu’en 2010, tandis que Tokyo (2009-2013)-Wuhan (2014-2019, 2024-)-Guadalajara (2022-2023) ont lieu avant Pékin jusqu’en 2023.

## Classements WTA en fin de saison
| Année          | 2022 | 2023 | 2024 |
| Rang en simple | 724  | 417  | 157  |
| Rang en double | 547  | 247  | 223  |

Source : (en) Classements de Aoi Itō sur le site officiel de la Fédération internationale de tennis

### Victoires sur le top 10
Toutes ses victoires sur des joueuses classées dans le top 10 de la WTA lors de la rencontre.
| Légende         |
| Grand Chelem    |
| Jeux olympiques |
| Masters         |
| WTA 1000        |
| WTA 500         |
| WTA 250         |
| Fed Cup         |

| # | Rang   |  | Tournoi  | Année | Surface |  | Adversaire      | Rang | Tour | Score          | Tableau |
| - | ------ |  | -------- | ----- | ------- |  | --------------- | ---- | ---- | -------------- | ------- |
| 1 | no 110 |  | Montréal | 2025  | Dur     |  | Jasmine Paolini | no 9 | 1/32 | 2-6, 7-5, 7-65 | Tableau |